# Кордюм, Елизавета Львовна
Елизавета Львовна Кордюм (3 ноября 1932, Киев — 27 апреля 2024 Киев) — украинский и советский биолог, доктор биологических наук (1969), профессор (1986), член-корреспондент НАНУ (2000). Заслуженный деятель науки УССР (1984). Лауреат Государственной премии УССР в области науки и техники (1979).

## Биография
Дочь Елены Висюлиной, советского ботаника, доктора биологических наук (1956). Лауреата Сталинской премии СССР (1952) и Государственной премии УССР в области науки и техники (1969). Жена украинского генетика и микробиолога Виталия Кордюма.
После окончания в 1955 году Киевского университета, работала в университетском Ботаническом саду.
С 1959 — в Институте ботаники АН УССР в Киеве: с 1976 — заведующая отдела клеточной биологии и анатомии, одновременно в 1998—2003 — зам. директора по научным вопросам, в 1998—1999 — исполняющая обязанности директора.
С 2004 — вице-президент Украинского общества клеточной биологии.
Умерла 27 апреля 2024 года в возрасте 91 года.

## Научная деятельность
Специалист в области клеточной биологии и эмбриологии растений, космической биологии. Изучает вопрос пластичности и стабильности онтогенеза растений, роль генной экспрессии в фенотипической пластичности растений (адаптации к внешней среде).
Открыла явление негативной гравитационной реакции корня в комбинированном магнитном поле с частотой, резонансной циклотронной частоте ионов кальция.
Автор первых классификаций макроспорангиев покрытосеменных растений, гравитационно-чувствительных растительных клеток; описала механизмы клеточной реакций и адаптации растений к изменению гравитации.
Написала раздел в книге «Физиология растений: Проблемы и перспективы развития» (т. 2, М., 2009).

## Избранные труды
- Эволюционная цитоэмбриология покрытосеменных растений. К., 1978;
- Структурно-функциональная характеристика растительной клетки в процессах дифференцировки и дедифференцировки. К., 1980 (в соавт.);
- Микроорганизмы в космическом полёте. К., 1983 (в соавт.);
- Шляпочные грибы и водоросли — объекты космической биологии. Москва, 1991 (в соавт.);
- Современные проблемы космической клеточной фитобиологии. Москва, 1994 (в соавт.);
- Клеточные механизмы адаптации растений к неблагоприятным изменениям экологических факторов в естественных условиях. К., 2003 (в соавт.);
- Рослини в космосі (Plants in Space). К., 2007 (в соавт.).

## Награды
- Государственная премия УССР в области науки и техники (1979)
- Премия им. Н. Г. Холодного АН УССР (1979)
- Заслуженный деятель науки УССР (1984)
- Полный кавалер ордена княгини Ольги (1998, 2003[2], 2007[3]).